# Calvatone
Calvatone é uma comuna italiana da região da Lombardia, província de Cremona, com cerca de 1.248 habitantes. Estende-se por uma área de 13 km², tendo uma densidade populacional de 96 hab/km². Faz fronteira com Acquanegra sul Chiese (MN), Bozzolo (MN), Canneto sull'Oglio (MN), Piadena, Tornata.
Era conhecida como Bedríaco (em latim: Bedriacum) no período romano.

## Demografia
| Variação demográfica do município entre 1861 e 2011                               |
|                                                                                   |
| Fonte: Istituto Nazionale di Statistica (ISTAT) - Elaboração gráfica da Wikipedia |

## Exterior link
- Escavações arqueológicas em Calvatone-Bedriacum